# Wolfgang Jacobeit
Wolfgang Jacobeit (* 13. Mai 1921 in Naumburg; † 29. Juli 2018 in Fürstenberg/Havel) war ein deutscher Volkskundler. Von 1972 bis 1980 leitete er das Museum für Volkskunde in Ost-Berlin. Von 1980 bis 1986 hatte er eine Universitätsprofessor für Ethnographie an der Humboldt-Universität zu Berlin inne.

## Leben
Nachdem sich Wolfgang Jacobeit im Rahmen seiner Tätigkeit an der Akademie der Wissenschaften der DDR für das Museum für Volkskunde eingesetzt hatte, folgte er 1972 Ulrich Steinmann als dessen Direktor nach. Unter seiner Leitung wurde das Ausstellungsprogramm des Museums intensiviert. Bis dahin wurden vor allem abgelegene oder zufällig zur Verfügung stehende Räumlichkeiten für Ausstellungen genutzt; Jacobeit entschied hingegen, die Ausstellungen im einzigen Raum des Museums im Pergamonmuseum durchzuführen. Zudem schickte er Schauen wie Frauen in Afrika und Die Sorben in der DDR. Vom Leben des kleinsten slawischen Volkes auf Tournee durch andere Museen in der DDR.
Die unzureichende räumliche Situation des Museums, die Schließzeiten aufgrund des Auf- und Abbaus der Ausstellungen, die zudem zum Teil nicht mit dem Bestand des Museums für Volkskunde bestritten wurden, führten zu Defiziten in anderen Bereichen der Museumsarbeit unter Jacobeits Leitung. So nahm etwa die Zahl der Erwerbungen deutlich ab. Um eine kontinuierliche und umfassende Museumsarbeit zu ermöglichen, bemühte sich Jacobeit um angemessene Räumlichkeiten, die dem Museum aber weiterhin verwehrt wurden. Stattdessen erhielt der Ausbau der Wandlitzer Dependance mit der landwirtschaftlichen Studiensammlung Priorität. Mitte der 1970er Jahre wurde sie im Zusammenschluss mit dem Wandlitzer Heimatmuseum zum Museum der agraren Produktivkräfte. Jacobeit gelang es nicht, diese Institution an die Staatlichen Museen zu Berlin anzugliedern. Deshalb wurde das Museum der agraren Produktivkräfte 1979 vom Bezirk Frankfurt/Oder übernommen, während die Objekte des Museums für Volkskunde als Dauerleihgaben dort verblieben. Im Februar 1980 gab Wolfgang Jacobeit die Leitung des Museums für Volkskunde auf, als er der Berufung auf den Lehrstuhl für Ethnographie an der Humboldt-Universität zu Berlin folgte. Diese Professur hatte er bis 1986 inne. Seine Nachfolge trat Erika Karasek an. Im Rahmen seiner Professur wirkte er an der Neuausrichtung der Sammlungskonzeption und der Sammeltätigkeit des Museums für Volkskunde mit, das in der Folge zunehmend auf die materielle Kultur des Proletariats ausgerichtet wurde.
Zusammen mit seiner Frau Sigrid Jacobeit, welche von 1992 bis 2005 Leiterin der Gedenkstätte Ravensbrück war, verfasste und veröffentlichte er zwischen 1986 und 1995 drei Bände der Illustrierten Alltagsgeschichte des deutschen Volkes, ein autobiografisches Werk über Wolfgang Stegemann sowie weitere Werke.

## Publikationen
- Schafhaltung und Schäfer in Zentraleuropa bis zum Beginn des 20. Jahrhunderts, Akademie-Verlag, Berlin 1961 (Veröffentlichungen des Instituts für Deutsche Volkskunde; 25).
- Bäuerliche Arbeit und Wirtschaft. Ein Beitrag zur Wissenschaftsgeschichte der deutschen Volkskunde, Akademie-Verlag, Berlin 1965 (Veröffentlichungen des Instituts für Deutsche Volkskunde; 39).
- Probleme und Methoden volkskundlicher Gegenwartsforschung. Vorträge und Diskussionen einer internationalen Arbeitstagung in Bad Saarow 1967, Akademie-Verlag, Berlin 1969 (Veröffentlichungen des Instituts für Deutsche Volkskunde; 51).
- Zum Gedenken an Adolf Reichwein (1898–1944). In: Neue Museumskunde, Bd. 17, Nr. 4 (1974), S. 299–303.
- Das Museum der agraren Produktivkräfte Wandlitz. In: Neue Museumskunde, Bd. 20, Nr. 3 (1977), S. 176–185.
- Feste bauen – Feste feiern, Berliner Haus für Kulturarbeit, Berlin 1986 (Kolorit; 8).
- Hrsg.: Idylle oder Aufbruch? Das Dorf im bürgerlichen 19. Jahrhundert. Ein europäischer Vergleich, Akademie-Verlag, Berlin 1990, ISBN 3-05-001087-8.
- mit Sigrid Jacobeit: Illustrierte Alltags- und Sozialgeschichte Deutschlands: 1900–1945. Verlag Westfälisches Dampfboot, Münster 1995, ISBN 978-3-929586-38-1.
- Die biologisch-dynamische Wirtschaftsweise im KZ. Die Güter der „Deutschen Versuchsanstalt für Ernährung und Verpflegung“ der SS von 1939 bis 1945, Trafo-Verlag, Berlin 1999 (Gesellschaft, Geschichte, Gegenwart; 13), ISBN 3-89626-128-2.
- Wanderschafhaltung. In: Unser Europa, Bd. 29 (1999), S. 109–114.
- Von West nach Ost – und zurück. Autobiographisches eines Grenzgängers zwischen Tradition und Novation, Westfälisches Dampfboot, Münster 2000, ISBN 3-89691-474-X.
- Wissenschaftshistorische Skizzen und Collagen eines Ethnologen im 20./21. Jahrhundert, Westfälisches Dampfboot, Münster 2016, ISBN 978-3-89691-722-5.
- Hrsg. mit Sigrid Jacobeit: Wolfgang Stegemann: Wegstationen: autobiografische Aufzeichnungen über ein Leben zwischen Politik und Geschichte in der Region Fürstenberg/Havel-Ravensbrück. Metropol-Verlag Verlag, Berlin 2020, ISBN 978-3-86331-560-3.